# Национален отбор по футбол на Ливан
Националният отбор на Ливан се контролира от Ливанската футболна асоциация (LFA), която е член на Азиатската футболна конфедерация (AFC), а също и Западната азиатска футболна федерация (WAFF). Те достигнаха най-високото си ФИФА класиране до 85-о място през декември 1998 година. Национален стадион на Ливан е Камил Шамун City стадион Sports в Бейрут и Международен стадион в Сайда. Ливан никога не се е класирал за Световното първенство по футбол. През 2000 г. те са домакин на Купата на Азия (AFC Asian Cup), където завърши на последно място в съответната им група. Те са участвали само веднъж през 1998 г. в Азиатските игри (Asian Games) и където са елиминирани във втория кръг. Те са редовни участници в техните под-конфедерация (WAFF Championship). Ливан също участва в турнира за Купата на УАФА арабските нации и домакин на турнира 1963 г. и завърши на трето място и четвърто място на 1964 и 1966 издания. Ливан доминираха трети места като домакини в турнирите на УАФА Пан арабски игри през 1957 г. и 1997 г. и успя четвърто място в издание 1961.